# Pampa
Pampe (iz kečuanščine pampa, kar pomeni 'planota') so rodovitne južnoameriške nižine, ki obsegajo več kot 1.200.000 kvadratnih kilometrov in vključujejo argentinske province Buenos Aires, La Pampa, Santa Fe, Entre Ríos in Córdoba, celotno državo Urugvaj in najjužnejšo brazilsko državo Rio Grande do Sul. Prostrane ravnice so naravna regija, ki jo prekinjajo le nizki griči Ventana in Tandil, blizu mest Bahía Blanca in Tandil v Argentini, z višino med 500 in 1300 m.
Podnebje je zmerno, padavine od 600 do 1200 mm so bolj ali manj enakomerno porazdeljene skozi vse leto, zaradi česar so tla primerna za kmetijstvo. Območje je tudi ena od ločenih fiziografskih provinc večje enote, Parana-Paragvaj planote.

## Relief in geologija
Območje pampe je obsežna in neprekinjena ravnina. To kontinuiteto prekinjata le dva gorska sistema na jugozahodu regije:
- Sierras de Tandilia: sega od Mar del Plata do potoka Las Flores. Najvišji vrh je 524 m visok hrib La Juanita.
- Sierras de Ventania: sega od mesta Puan do Indio Rica v okrožju Coronel Pringles. Najvišji vrh je  1239 m visok hrib Tres Picos.

Ravnina se skoraj popolnoma poravna z rahlo valovitimi predeli. Temelji na plasteh puhlice globokih 300 do 5000 metrov, ki se je nabirala približno 5 milijonov let, od zgodnjega pliocena do holocena. Trdnejša kamnina je pod temi nanosi in se pojavlja le v omenjenih gorskih sistemih ali v t.i. Sierras Pampeanas v provinci Córdoba, ki so zunaj regije. V celotni regiji obstajajo stalne in začasne lagune različnih velikosti. Večina je posledica slabega drenažnega omrežja, povezanega z nizkim naklonom in ravno topografijo.

## Podnebje
Podnebje pampe je na splošno zmerno, postopoma se umika bolj subtropskemu podnebju na severu in semiaridnemu podnebju na zahodnem robu (kot sta provinca San Luis in zahodna provinca La Pampa). Poletne temperature so bolj enakomerne kot zimske, in se čez dan običajno gibljejo od 28 do 33 ° C. Vendar pa ima večina mest v pampi občasno visoke temperature, tudi do 38 ° C, kot se zgodi, ko iz južne Brazilije piha topel, suh in severni veter. Jesen prihaja postopoma marca, vrh je aprila in maja. Aprila se najvišje vrednosti gibljejo od 20 do 25 ° C in najnižje od 9 do 13 ° C. Prve pozebe prihajajo sredi aprila na jugu in konec maja ali v začetku junija na severu.
Zime so na splošno blage, vendar se pogosto pojavijo hladni valovi. Običajne temperature se gibljejo od 12 do 19 ° C podnevi in ponoči od 1 do 6 ° C. Pri močnem severnem vetru lahko dneve nad 25 ° C zabeležimo skoraj povsod, med hladnimi valovi pa so lahko temperature le 6 ° C. Pozeba se pojavlja povsod v pampi, vendar je veliko pogostejša na jugozahodu kot okoli rek Parana in Urugvaj. Temperature pod -5 ° C se lahko pojavijo povsod, vendar so vrednosti -10 ° C ali nižje omejene na jug in zahod. Sneg nikoli ne pade v najsevernejši tretjini, drugje je redek in rahel, razen v izjemnih primerih, ko globine dosežejo 30 cm.
Pomladi so zelo spremenljive; na večini območij (zlasti na zahodu) je toplejše, ob Atlantiku pa znatno hladnejše. Silovite nevihte so pogostejše kot tudi velike temperaturne razlike: dnevi s 35 ° C lahko nadomestijo noči pod 5 ° C ali celo zmrzal, vse v samo nekaj dneh.
Padavine se gibljejo od 1200 mm na severovzhodu do približno 500 mm na južnem in zahodnem robu. Na zahodu so zelo sezonske, ponekod poleti beležijo povprečje 120 mm mesečno, pozimi pa le 20 milimetrov mesečno. Vzhodna območja imajo majhne vrhove jeseni in spomladi, z razmeroma deževnimi poletji in zimami, ki so le nekoliko bolj suhe. Poletni dež pada kot kratka, močna nevihta, zimski dež pa večinoma kot hladno rosenje, zato je količina deževnih dni dokaj konstantna. Zelo močne nevihte so pogoste spomladi in poleti, s pogostejšimi strelami in najvišjimi konvektivnimi vrhovi oblakov na svetu. Močne nevihte povzročajo točo, tako poplave kot nenadne poplave, in najbolj konstantno aktivno območje tornadov zunaj osrednje in jugovzhodne ZDA.

## Podregije
Na podlagi morfoloških, geoloških in vegetacijskih študij je Rolando León (znanstveni raziskovalec in učitelj na področju ekologije, profesor ekologije na Fakulteti za agronomijo Univerze v Buenos Airesu) razlikoval pet podregij - notranjo pampo, južno, mezopotamsko, valovito in poplavljeno pampo - ki skupaj s polji južnega in severnega Urugvaja in Brazilije, tvorijo območje travnikov Río de la Plata.

### Notranja pampa
Ta podregija vključuje zahod province Buenos Aires, severno in vzhodno od La Pampe, južno od Córdobe in jugovzhodno od San Luisa. Zaradi svojih notranjih značilnosti jo lahko razdelimo na dve veliki enoti: planoto vzhod in zahod (León). Na zahodu obstajajo podnebne omejitve za intenzivnejše kmetovanje z zelo malo padavinami, zato sedanja uporaba temelji na ekstenzivni paši na naravnih ali polnaravnih travnikih. Na vzhodu so najbolj ugodne razmere za kmetijstvo v hribovju ali visokogorju (INTA-SAGyP 1990). Izraba zemljišč je kmetijsko-živinorejska in živinorejsko-kmetijska v podobnih razmerjih, odvisno od tega, ali gre za višje in stabilne pokrajine ali nizka območja (INTA-SAGyP 1990).

#### Značilnosti
Pokrajina v regiji je zelo položna (skoraj 800 km, ki ločujeta mesti Córdoba in Buenos Aires, je tako ravna ravnina, da je obzorje videti skoraj popolna ravna črta), vendar v bližini velikih rek postane rahlo valovita in je ustvarila slabo definirano drenažno mrežo, obstajajo velike endoreične kotline, za katere je značilna prisotnost stalnih ali začasnih lagun, z velikimi območji, ki jih prizadene salinizacija, zlasti na vzhodu, kjer je količina padavin večja. Glede morfoloških značilnosti se tekstura izrazito zmanjšuje od zahoda proti vzhodu. V provinci San Luis imajo tla prekomerno drenažo, nizko sposobnost zadrževanja vlage in visoko dovzetnost za erozijo vetra. Tla višjih delov kažejo malo diferenciacije obzorij, so globoka, nevtralna in šibko strukturirana. V kotlinah, ki so dobro opredeljene, so prepoznane zapletene talne značilnosti.
Vlažne pampe (to je večina province Buenos Aires, južni 2/3 Santa Fe, zahodne in južne 3/4 Córdobe ter vzhodne četrt La Pampe) imajo globoka in bogata tla, bogata s humusom (pretežno puhlici podobna tla), ki daje prednost - zaradi padavin več kot 500 mm / leto -) naravnemu obstoju pomembnih travišč oziroma pašnikov; čeprav (če površina ni obdelana in so bili travniki zarastli z grmi Prosopis in Condalia microphylla), so bili bodisi posekani ali pa so bili močno zmanjšani in uničeni. Po Patricio H. Randle et al. , pred prihodom velikih evropskih čred (okoli leta 1537) je bila večina pokrova pampe stepa visokih in trdih travišč.
V zahodni regiji pampe (pampa alta y pampa seca -  visoka pampa in suha pampa), na meji med Buenos Airesom in La Pampo, travnata pokrovnost ni zelo gosta, saj pokriva približno 60 % do 80 % površine tal s prevladujočimi skupnostmi, po vrstah rodov trav kot so stipa in Poeae ter izolirani grmi. Na zahodu Buenos Airesa in vzhodno od La Pampe je zaradi heterogenosti tal neenakomerna porazdelitev posevkov. V provinci San Luis prvotno travniško rastlinstvo trenutno napada drevo chañar (Geoffroea decorticans), predvsem v vzhodnem pasu, kjer prevladujejo kmetijske dejavnosti. Obstoječa naravna travišča so v zadnjih 100 letih utrpela proces degradacije zaradi prekomerne paše v celotnem okrožju. Vendar pa obstaja v tej regiji relikt Sorghastrum pellitum, ki ga običajno imenujejo rdeča ali kravja trava, simbolična vrsta polsušnih travišč. 

### Južna pampa
Ta podregija vključuje jug in jugozahod province Buenos Aires, zanjo pa je značilna pomembna kmetijska, živinorejska in industrijska dejavnost. Kmetijstvo prevladuje pozimi, zlasti pšenica (Giagante de Vercesi 1978; INTA-SAGyP 1990). Najdemo popolnoma živinska območja, kjer tla predstavljajo težave s hidromorfizmom in alkalnostjo. V vegetaciji na neokrnjenih območjih prevladujejo vrste iz rodu Stipa, podobno kot v valoviti pampi in v notranjosti. Vegetacija skalnatih krajev in gričev Tandilije in Ventanije po mnenju nekaterih avtorjev predstavlja fitogeografsko okrožje samo po sebi.

#### Značilnosti
Vključuje ravne in visoke pokrajine, druge nežno valovite in gorske sisteme Tandilia in Ventania. V okrožju prevladujejo dobro drenirani hribi; med hribi je mogoče najti območja kjer se precej časa nabira voda. Za tla imajo značilne teksturne in strukturne lastnosti, ugodne za kmetijstvo. Preskrbljena so z organskimi snovmi in mineralnimi hranili in nimajo nobenih drugih omejitev, razen prisotnosti hrapavosti površin v nekaterih sektorjih.

### Mezopotamska pampa
Zaradi kombinacije edafoloških značilnosti in geografskega položaja je ta podregija postala kmetijski središče države od konca 19. stoletja. Glavne gospodarske dejavnosti v regiji so enoletni pridelki (pšenica, koruza, riž, sončnice) in trajnice (sadno drevje) na vzhodu in živina na zahodu. V devetdesetih letih se je območje, namenjeno gozdarstvu (borovci in evkaliptus), bistveno spremenilo, predvsem zaradi sprejetja zakona št. 25.080 o naložbah v gojene gozdove in pokrajinskih zakonov, kot je zakon št. 3.190 provincia de Corrientes, namenjena oblikovanju strategije za privabljanje naložb. Gozdnata površina v tej regiji je prihajala predvsem z območij, ki so bila tradicionalno namenjena živinoreji.

#### Značilnosti
To okrožje leži na ravnini, sestavljeni iz puhličnih usedlin, z rahlo valovitim reliefom. Tla so zmerno globoka, z dobro vsebnostjo organskih snovi, z ilovnatimi do meljasto-ilovnatimi teksturami na zahodu in glineno-ilovnatimi na vzhodu, s posledičnim zmanjšanjem stopnje infiltracije. Drenažno omrežje je dobro razvito s številnimi vodotoki.
Za vegetacijo je značilen mozaik prevladujočih zelnatih tvorb v povišanih delih gričev, ki se izmenjujejo z galerijskimi gozdovi ob bregovih rečnih tokov. Najbolj zastopana zelnata skupnost je travnik flechilla, ki predstavlja skoraj neprekinjen vegetacijski pokrov na povišanih področjih. Element razlikovanja tega okrožja glede na druge pampe je prisotnost tropskih travnih rodov, kot so Axonopus, Paspalum, med drugim.

### Valovita pampa
Na vzhodu jo omejujejo obale province Buenos Aires, proti jugu in zahodu reka Salado in na sever reka Carcarañá v provinci Santa Fe, za katero je značilno, da je najbolj industrializirana podregija (prevladuje kovinskopredelovalna in tekstilna industrija) in je naseljena zaradi bližine pristanišč, razpoložljivosti energije in vode, ima potrošniški trg, je veliko delovne sile, odlični edafološki in podnebni pogoji.
Sprememba prvotnega rastlinskega pokrova - produkta proizvodnih dejavnosti - je skoraj končana. Edafološke in podnebne razmere omogočajo razvoj dveh poljščin v isti rastni sezoni, kar daje tej podregiji izrazito kmetijski značaj. Območja, ki se uporabljajo za živino, so v bližini vodotokov in na konkavno poplavljenih območjih. Zaradi intenzivnega pritiska, ki sta ga kmetijstvo in živinoreja izvajali na avtohtono rastlinstvo, je prišlo do velikih sprememb v pokrovnosti tal, pa tudi v strukturi in sestavi ostankov travinja.

#### Značilnosti
Nadmorska višina je povzročila, da sta reki Paraná in La Plata razjedli svoja korita. Relief je na splošno rahlo valovit in ga odvajajo natančno določeni potoki in vodotoki. Tla so večinoma globoka in dobro odcedna, mehko-ilovnate teksture. V grapah, ki režejo griče in v nekaterih kotlinah, se pojavijo oprana tla, nekoliko hidromorfna in v površinskih obzorjih natrij.
Rastlinska struktura travišč bi ustrezala preriji v mokrih letih in psevdo stepi v sušnih obdobjih. Na območjih, kjer so tla zelo rodovitna (večina tega okrožja), bi se razvil tako imenovani flehilar, za katerega so značilne trave iz rodu Stipa. Kjer so tla rahlo alkalna, na primer majhni izviri, kjer izvirajo vodotoki ali na robovih le-teh, lahko najdemo halofilne skupnosti. Zaradi omejitev, ki jih imajo ta območja, je njihova uporaba kot kmetijska zemljišča zelo omejena.

### Pampa v depresiji ali poplavljena pampa
Razteza se zahodno od valovitih pamp, v porečju reke Salado. Poplave so pogoste, saj ni drenažnih pobočij, poleg tega pa je zaradi sipin v zalivu Samborombón odtekanje vode še bolj zapleteno.

#### Značilnosti
Na splošno gre za izredno ravno planoto, ki zajema večino porečja Salado in široko, topografsko višje območje, omejeno ob vznožju sistemov Tandilia in Ventania. Najbolj opazna značilnost je majhen naklon in akutni problemi površinskega odtoka vode. V tem okrožju je glavni model oblikoval veter, zato so se oblikovale številne zaprte kotline, zasedene s stalnimi ali začasnimi lagunami ali močvirji. Prvotne materiale iz tal je izprala voda, zato prevladujeta melj in glina, ki prispevata tudi kalcijeve ione v raztopini, ki so prispevali k nastanku plošč. Omejitve za kmetijstvo v celotni podregiji so v osnovi določene zaradi preplavljanja in težav z alkalnostjo ter površinsko ali podzemno vodo.
V teh tleh je najpogostejša vegetacija nizkozrnata stepa z redkim pokrovom, kjer prevladuje Poacea iz rodu Distichlis (zanana kot slana trava).
Od vseh pamp je poplavno območje z nižjo stopnjo nadomestitve prvotnega travniškega sistema, čeprav je paša spremenila floristično sestavo in strukturo vegetacije. Omenjene edafološke omejitve pogojujejo proizvodne dejavnosti, ki se izvajajo v tem sektorju , zato je prevladujoča dejavnost živinoreja in samo v osamljenih hribih je mogoče opravljati kmetijstvo.

## Prostoživeče živali
Človeška dejavnost je povzročila velike spremembe v divjini pamp. Vrste, kot so puma, nandu in pampaški jeleni, so izgubile svoj življenjski prostor, zlasti zaradi širjenja kmetijstva in živinoreje.
Rastlinojedi v pampi so pampaški jeleni (Ozotoceros bezoarticus), jelen (Mazama gouazoubira), ravninska viskača (Lagostomus maximus), brazilski morski prašiček (Cavia aperea), glodavec (Microcavia australis) in nutrija. Največji plenilec v tej regiji je puma, ki ji sledi grivasti volk (Chrysocyon brachyurus), azarska lisica (Lycalopex gymnocercus), mačka (Leopardus geoffroyi), kuna (Galictis cuja), pa tudi vsejedi oposum (Didelphis albiventris) in skunk (Conepatus chinga).
Ptičje vrste pamp so rdečelasa gos (Chloephaga rubidiceps), škrjanec (Leistes defilippii), pepelasti kljunač (Limosa haemastica), štorklja (Ciconia maguari), ibis (Plegadis chihi), liska (Fulica leucoptera), Chauna torquata, Laterallus spiloptera, Limnornis curvirostris, kunčja sova (Athene cunicularia), nandu.
Med invazivne vrste so evropski zajec, divji prašič in hišni vrabec.
- Pampaški jelen (Ozotoceros bezoarticus)
- Azarska lisica (Lycalopex gymnocercus)
- Nandu v Pantanalu
- Chauna torquata v Pantanalu, Brazilija

## Rastlinstvo
V preteklosti so pogosti požari zagotavljali, da so uspevale le majhne rastline, kot so trave, drevesa pa so bila redkejša. Prevladujoči rastlinski vrsti sta travnata prerija in travna stepa, pri katerih so še posebej opazne številne vrste trav rodu Stipa. Pampaška trava (Cortaderia Selloana) je ikonična vrsta pampe. Vegetacija običajno vključuje večletne trave in zelišča. Zaradi razpoložljivosti odtekanja vode se pojavljajo različni sloji trav.
Svetovni sklad za prostoživeče živali (WWF) deli pampo na tri različne ekoregije. Urugvajska savana leži vzhodno od reke Parane in vključuje ves Urugvaj, večino provinc Entre Ríos in Corrientes v Argentini ter južni del brazilske države Rio Grande do Sul. Vlažne Pampe vključujejo vzhodno provinco Buenos Aires in južno Pokrajina Entre Ríos. Polsuha pampa vključuje zahodno provinco Buenos Aires in sosednje dele provinc Santa Fe, Córdoba in La Pampa. Pampe omejujejo bolj suha argentinska espinalna travišča, ki tvorijo polkrog okoli severa, zahoda in juga vlažnih pamp.
Osrednja Argentina se ponaša z uspešnim kmetijstvom, kjer pridelujejo na pampah južno in zahodno od Buenos Airesa. Velik del območja se uporablja tudi za govedorejo, v zadnjem času pa za obdelovanje vinogradov v vinorodni regiji Buenos Aires. Območje se uporablja tudi za gojenje medu z uporabo evropskih čebel. Ta kmetijska območja so še posebej dovzetna za poplave med nevihtami.
|  |  |

## Prebivalstvo
- Argentina
  - Buenos Aires 17.196.396
  - Córdoba 3.683.937
  - Santa Fe 3.481.514
  - Buenos Aires 3.068.043
  - Entre Ríos 1.360.443
  - La Pampa 352.378

- Brazilija
  - Rio Grande do Sul 11.247.972

- Urugvaj 3.518.552

## Imigracije
Evropski priseljenci so se začeli priseljevati v 1840-ih, po 1880-ih pa še stopnjevali, najprej kot del vladnih kolonizacijskih shem za naseljevanje zemlje in kasneje kot kmetje najemniki, ki so delali bodisi kot delničarji ali kot plačani delavci za odsotne lastnike zemljišč v poskusu, da bi se preživljali.
Številni priseljenci so se sčasoma preselili za bolj stalno zaposlitev v mestih, saj se je industrializacija po019 30-ih okrepila. Posledično je bila zgodovina priseljevanja Argentine v provinci Buenos Aires običajno povezana z mesti in mestnim življenjem, za razliko od provinc Entre Ríos in Santa Fe, kjer je evropsko priseljevanje dobilo bolj podeželski profil.

## Gospodarstvo
Območje pampe predstavlja najboljše pašnike za gojenje živine, od koder se v velikih mestih in za izvoz pridobiva meso in mleko.

### Kmetijstvo
V preteklosti so na tem območju proizvajali žita, kot sta koruza in pšenica, ki so bila v glavnem namenjena izvozu. To je bilo mogoče zaradi odličnih kmetijskih tal, zmernega podnebja in razpoložljivosti vode. V zadnjem času so nove tehnike in kapitalske naložbe povečale te prednosti, prizadevanja pa so bila usmerjena v pridelavo soje. Povečanje argentinskega kmetijstva ima več vzrokov, med njimi diverzifikacijo, to je spreminjanje pridelkov, ki omogoča večjo uporabo tal. Tehnološke novosti vključujejo neposredno sejanje (brez oranja), razvoj hibridnih in transgenih rastlin, ki hitro rastejo ali so bolj odporne na škodljivce.
Glavni pridelki na območju pampe so: pšenica, koruza, ječmen, sončnica, soja, krompir, arašidi in sirek.
- Soja: iz njenih semen se pridobiva široka paleta živilskih izdelkov: olje, omaka, zelenjavni sok, kalčki, živalska krma, moka, fižol, tofu ali sojin sir. Kot sekundarno uporabo soje se uporabljajo plastika, lepila, barve, barvila, insekticidi in zdravila. Prvič je bila zasejana okoli leta 1970. V letih 1971-1972 je bilo zasajenih 80.000 ha. V kampanji 2001–2002 je soja nadomestila tradicionalne pridelke in dosegla 11.640.000 ha.

Med letoma 1999/2000 je proizvodnja žit in oljnic presegla 50 milijonov ton.

### Govedoreja
Od kolonialnih časov je bila govedoreja, konjereja, ovčereja in prašičereja temeljna gospodarska dejavnost. To geografsko območje je glavno za gojenje govedi za meso in mleko.
- Govedo za meso: pasme Charolais, Hereford in Aberdeen Angus spadajo v to kategorijo.
- Mlečno govedo: oblikuje ga holandsko-argentinska pasma.

V provinci Santa Fe je najpomembnejši mlečni bazen v državi. Sledijo porečja Córdoba, provinca Buenos Aires, Entre Ríos in provinca La Pampa. Govedo v tej regiji je najvišje kakovosti, saj se goji na poljih, to pomeni, da se živali prehranjujejo neposredno s travo; To je mogoče zaradi velikih površin zemlje, mehke trave, blagega podnebja. Argentinsko govedo je brez slinavke in parkljevke in drugih bolezni, zato je zelo dobro umeščeno na evropske trge. Razlikujejo se 3 področja specifikacije, katerih cilj je izboljšati produktivnost: reja, pitanje in mešanje.